# 延安北路街道
延安北路街道，是中华人民共和国新疆维吾尔自治区昌吉回族自治州昌吉市下辖的一个乡镇级行政单位。

## 行政区划
延安北路街道下辖以下地区：
柳树巷社区、园丁社区、广场社区、团结院社区、金陵社区、友联巷社区、康宁社区、天池社区、天山花园社区和民乐社区。